# وولفگانگ بارتلس
وولفگانگ بارتلس (به آلمانی: Wolfgang Barthels) بازیکن فوتبال و مهاجم اهل آلمان شرقی بود که از سال ۱۹۶۳ میلادی عضو تیم ملی فوتبال آلمان شرقی بوده‌است. وی در ۲ بازی ملی حضور داشته و در بازی‌های ملی‌اش ۲ گل به ثمر رساند. وولفگانگ بارتهلس آخرین بازی ملی خود را در سال ۱۹۶۴ میلادی انجام داد.